# UK Detector Finds Database
UK Detector Finds Database (traduït: Base de dades de troballes de detectors a Gran Bretanya) és un projecte del Regne Unit fruit d'una iniciativa de l'associació sense ànim de lucre d'usuaris de detector de metalls a Gran Bretanya, per promoure la pràctica adequada d'aquesta afició. Es tracta d'una pàgina web, amb una base de dades que permet als cercadors registrar les seves troballes per tal d'identificar estadísticament l'escena del descobriment, i el bon funcionament dels equips.
Qualsevol persona que entri té accés immediat a la base de dades per publicar informació o realitzar investigacions. No hi ha un perfil d'usuari per a assignar la informació publicada.